# Ярів Левін
Ярів Ґідеон Левін (івр. יָרִיב גִּדְעוֹן לֵוִין, нар. 22 червня 1969) — ізраїльський юрист і політик, віце-прем'єр-міністр і міністр юстиції. У грудні 2022 року він обіймав посаду спікера Кнесету, а раніше обіймав цю посаду з 2020 по 2021 рік. Зараз він є членом Кнесету від «Лікуду», а раніше обіймав посади міністра внутрішньої безпеки, міністра туризму і міністра алії та інтеграції.

## Життєпис
З 29 грудня 2022 року обіймає посаду міністра юстиції Ізраїлю.